# Cristin Claas

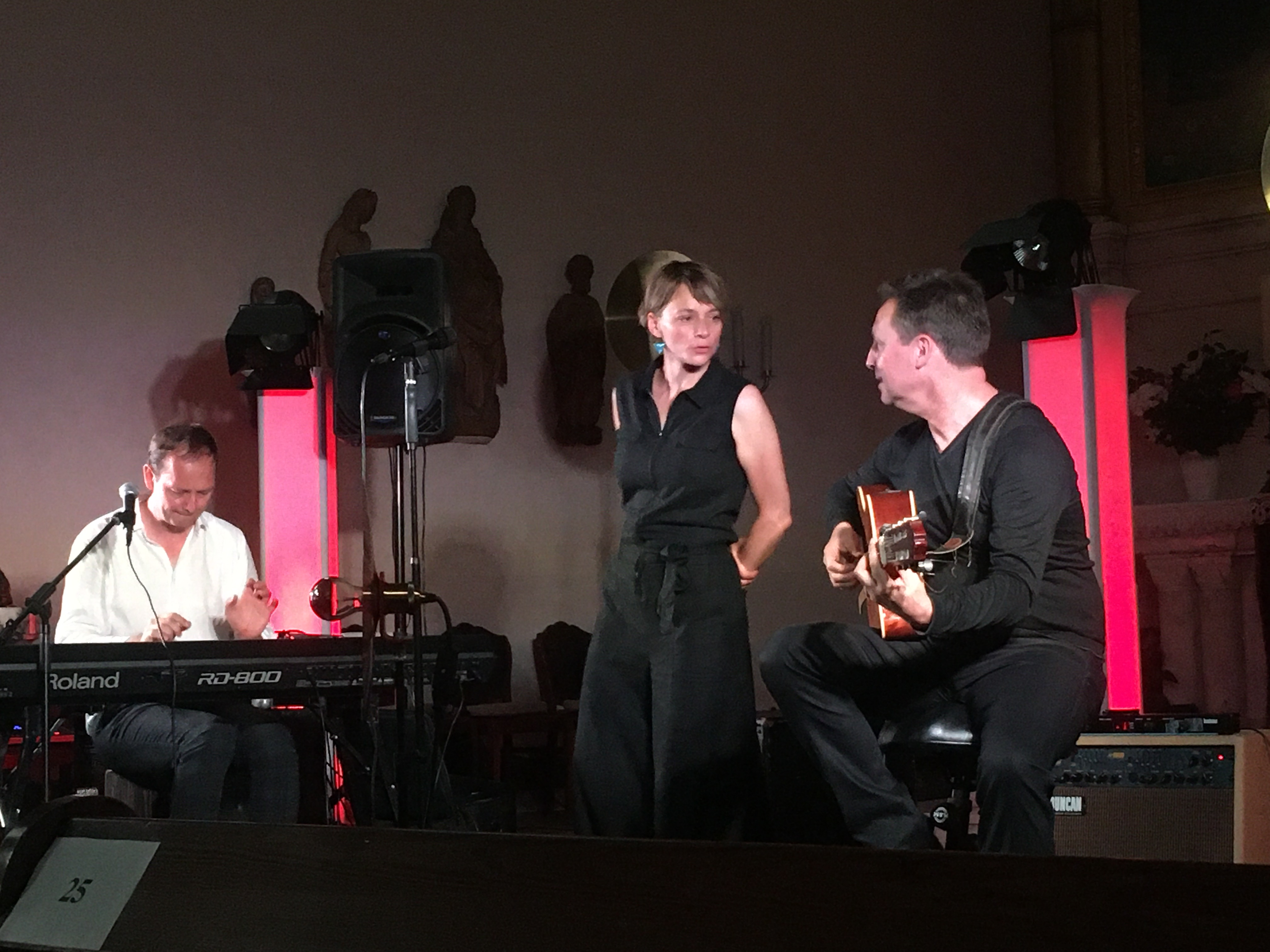
Cristin Claas Trio im Juni 2021 in der Christuskirche Lichtentanne (Sachsen)

Cristin Claas (* 1977 in Bernburg) ist eine deutsche Jazzsängerin. Unter dem gleichen Namen firmiert auch ihr Trio, neben Cristin Claas bestehend aus dem Gitarristen Stephan Bormann sowie dem Pianisten, Keyboarder und Percussionisten Christoph Reuter.

## Geschichte
Claas entschied sich trotz früher musikalischer Förderung erst mit Mitte 20, die Musik zu ihrer Berufung zu machen. 2002 begann sie in Weimar Jazzgesang zu studieren. Drei Jahre später wechselte sie nach Leipzig, wo sie sich seither ganz auf ihre eigene Musik konzentriert. Die Band besteht seit 2001, als Trio seit 2002. Bisher entstanden sechs Alben: Twilight (2003), Favour (2005 / Acoustic Music Records), In the shadow of your words (2007 / Sony BMG), Paperskin (2008 / Sony BMG), In Zeiten wie diesen (2010) und 67 days (2013). Seit der Gründung ist die Band sehr häufig auf Konzertreise und hat sich einen Ruf als Liveband erspielt. 2022 kam es zur Auflösung des Trios.

## Musik
In der Musik des Trios werden häufig Anklänge aus Pop, Singer/Songwriter und Kunstlied mit eingebunden. Durch gemeinsame Projekte mit Orchestern wie der Anhaltischen Philharmonie und der Mittelsächsischen Philharmonie sowie der Band l’arc six gibt es immer wieder Berührungspunkte mit klassischer Musik, einige Stücke aus diesen Kooperationen sind auch auf dem Album Paperskin enthalten.
Die Kompositionen von Cristin Claas sind meist songorientiert und haben nicht den im Jazz stark verbreiteten Improvisations-Charakter. Die Band selbst bezeichnet ihren Stil als „Songpoesie“. Live werden die Stücke durch spontane Elemente, Bodypercussion oder gesungene Ansagen erweitert.

## Texte
Die Texte von Cristin Claas sind meist sehr lyrisch und bildhaft; gelegentlich werden auch Gedichte wie das „Heidenröslein“ von Goethe oder Lieder wie „Der Mond ist aufgegangen“ auf sehr eigene Weise neu vertont. Eine Besonderheit ist, dass die Texte sowohl in englischer als auch deutscher Sprache verfasst sind. Außerdem bedient sich die Sängerin einer eigenen, lautmalerischen Phantasiesprache.

## Diskografie
- Twilight (2003)
- Favour (2005 / Acoustic Music Records)
- In the shadow of your words (2007 / Sony BMG)
- Paperskin (2008 / Sony BMG)
- In Zeiten wie diesen (2010)
- 67 Days (2013)
- Back in time (2017)
- Frei (2018)